# De zuiveraars
De zuiveraars is een sciencefictionverhaal geschreven door de Amerikaan Isaac Asimov in 1974. 
Asimov schreef het verhaal op verzoek  van William Levinson, uitgever van Physician's World, maar dat blad weigerde het te publiceren. Asimov kreeg het verhaal terug en verkocht het vervolgens aan blad Analog, alwaar het in februari 1976 te lezen was. 'The winnowing' betekent letterlijk het wannen, ziften, schiften.

## Het verhaal
Het verhaal speelt zich af in 2005 en er zijn zes miljard mensen. Als al het voedsel eerlijk verdeeld zou worden over alle mensen zou iedereen ondervoed raken en ten slotte sterven. De Wereld Voedsel Organisatie verdeelt het voedsel zo goed mogelijk. In die omstandigheid ontdekt wetenschapper Dr. Aaron Rodman een lipoproteïne, die van invloed kan zijn bij voedingopname door celwanden etc. Het kan er in sommige gevallen toe leiden dat celwanden e.d. in het geheel geen voedingsstoffen meer doorlaten, waarna degene die het gebruikt heeft, sterft aan honger, maar het kan ook leiden tot verbeterde opname van voedingsstoffen. Rodman wil het toepassen als geneesmiddel. De Wereld Voedsel Organisatie heeft een ander voorstel. Geef mensen die nu toch al te weinig voedingsstoffen binnenkrijgen ook dit middel zodat de hongerigen langzaam uitsterven. Niemand zal bij deze wijze erachter komen, dat het gebeurt als gevolg van een toegediende stof. Rodman vindt het inhumaan en komt er tegen in verweer. De Wereld Voedsel Organisatie probeert hem nog over te halen door te stellen, dat niets doen meer slachtoffers zal geven dan het toedienen van de lipoproteïne. Rodman mag zijn zegje doen, maar toch staat de planning al vast; het middel zal toegediend worden. Bij de laatste bijeenkomst past Rodman het voorstel van de Wereld Voedsel Organisatie toe op hun eigen leiding en op zichzelf. De leidinggevenden, die tot dan toe nooit honger gehad hebben, zullen door toepassing snel, langzaam of geheel niet sterven, want het middel is niet toegesneden op hun persoonlijke celbouw. Voor Rodman komt het eind direct, hij heeft het middel voor zichzelf wel afgestemd op zijn celbouw. Hij kan door deze werkwijze nooit direct aansprakelijk gesteld kan worden.   